# Zelyonka-fest
Zelyonka-fest —  міжнародний фестиваль вистав сучасного танцю, який проходить щорічно з 2010 року. Засновником і організатором першого фестивалю Zelyonka FEST виступив Антон Овчінніков і театр танцю Black O!Range.

## Про фестиваль
ZelyonkaFest — найвідоміший український бренд сценічного мистецтва, що належить Громадській організації Асоціація «Платформа сучасного танцю». З 2010 року під цим брендом проходить щорічний міжнародний фестиваль сучасного танцювального театру та перформативні й освітні проекти, організатором яких є Асоціація.
Головна мета — розвиток професійної танцювальної спільноти, створення можливостей для зустрічей глядацької аудиторії з українськими та іноземними митцями сучасного танцю; постійна комунікація з іноземними колегами та осередками сучасного танцю в різних містах України. Події під брендом ZelyonkaFest проходять протягом цілого року в різних містах України.
Місія — створення можливостей для розвитку професійної танцювальної спільноти та розширення глядацької аудиторії сучасного танцю шляхом постійної комунікації та організації подій національного та міжнародного рівня.
Цілі:
- Реалізація освітніх та перформативних проектів;[2]
- Розвиток та становлення зв'язків між хореографами та митцями інших жанрів сучасного мистецтва в Україні та за її межами;[2]
- Комунікація з глядацькою аудиторію (онлайн та оффлайн активності).[2]

## Історія
В червні 2010 р. танцювальна компанія Black O!Range вперше організувала концерт закриття сезону 2009/2010, на який були запрошені колективи та хореографи з Києва, Дніпра та Вінниці. Подія проходила протягом одного вечора на сцені Київського Академічного Театру Юного Глядача на Липках і складалась з двох відділень: перше відділення було повністю складено з мініатюр театру танцю Black O!Range, а друге - з виступів гостей.  Цей концерт став початком щорічного фестивалю, який отримав назву Zelyonka (так в театральному середовищі зазвичай називають концерт закриття сезону). Потреба створити фестиваль сучасного танцювального театру на той момент була зумовлена повною відсутністю подібних подій в Україні. У 2011 р. до нього на фестивалі виступили хореографи з Росії, Литви та Білорусі.
Починаючи з 2010 року фестиваль щорічно змінював місце проведення. Серед майданчиків, на яких проходили події фестивалю: Київський Академічний Молодий Театр, Київський академічний театр юного глядача на Липках, Київська Опера, Мала Опера, НЦТМ ім Курбаса, Центр ім Козловського, Сцена 6 Довженко Центру, Мистецький Арсенал, ЦСМ «ДАХ», театр «Браво», Мала сцена Національного Палацу мистецтв «Україна». В 2019 році вперше було презентовано декілька проектів, що відбулись в публічних просторах міста Києва.
В 2014 році фестиваль офіційно отримав статус «міжнародного» — в Київ приїхали хореографи з Великої Британії - компанія Candoco Dance Company. Кожного наступного року міжнародна програма фестивалю ставала все більш насиченою. Протягом 2015-2017 років програма включала Конкурс хореографів сучасного танцю та Українську платформу сучасного танцю (шоу-кейс).
Декілька років поспіль фестиваль організовував літні та зимні резиденції за участі європейських та українських хореографів, під час яких створювались нові роботи, які потім входили до програми фестивалю.

### 2010
Подія проходила на сцені Київського Академічного Театру Юного Глядача на Липках і складалась з двох відділень: перше відділення було повністю складено з мініатюр театру танцю Black O!Range, а друге - з виступів колективів та хореографів з Києва, Дніпра та Вінниці.

### 2011
17-19 червня. Учасники: кращі професійні танцювальні театри  та хореографи пост-радянського простору — Дмитріс Гайтюкевич (Латвія), Олександр Любашин, Тетяна Тарабанова (Росія), Ольга Лабовкіна (Білорусь).

### 2012
19-20 травня. Мала сцена Національного Палацу мистецтв «Україна». Учасники представляли Херсон, Харків, Новомосковськ та Київ.

### 2014
25-27 квітня. Київський Академічний Молодий Театр та Київський Академічний Театр Юного Глядача на Липках. Учасники з України, Великої Британії, Ізраїлю, Росії, Польщі та Білорусі. Вперше в програмі були представлені європейські танцювальні компанії, в тому числі вперше в Україні пройшла британська інклюзивна компанія Candoco Dance Company.

### 2015
Київський театр «Браво». Учасники - 2000 хореографів, критиків сучасного танцю, початківців та професійних танцюристів, та просто глядачів.
Освітня програма: майстер-класи - від Da Soul Chung (Німеччина-Південна Корея), Lublin Dance Theatre (Польща) та Dance Strangers (Литва), лекції - про розвиток сучасного танцю у Франції (Лоран ван Коте, міжнародний консультант Міністерства культури Франції) та сучасний танець у Польщі (Гжегож Кондрасюк (Університет Марії Кюрі-Склодовської) та Рішард Калиновський (Люблінський театр танцю)).
Наприкінці фестивалю було створено професійне об'єднання - Асоціація «Платформа сучасного танцю».

### 2016
20-25 квітня в Києві та 26 квітня в Харкові (вистава Idiot-Syncrasy компанії Igor & Moreno). Вперше в 2016 році один з днів фестивалю був присвячений ВІДЕОТАНЦЮ (Dance on camera). Подія організована спільно з Культурним кластером Довженко-Центр. Учасники: Україна, Велика Британія, Литва, Норвегія, Польща.

### 2017
В 2017 окрім щорічного фестивалю відбувся проект для молодих хореографів «Артіль» та Лабораторія сучасного танцю для танцівників з інвалідністю.

### 2018
16-22 квітня. Місто Київ. Учасники: колективи та хореографи з України, Бельгії, Польщі, Естонії, Австрії та Росії.

### 2019
Концепція фестивалю — TILO MISTA. Учасники: хореографи й перформери з України, США, Австралії, Білорусі, Нідерландів, Швейцарії, Норвегії та Польщі.